# Naomé
Naomé (en wallon Nayômé) est une section et un village de la commune belge de Bièvre située en Région wallonne dans la province de Namur.

## Géographie
Le territoire de Naomé mesure environ cinq kilomètres de longueur (d'ouest en est) et trois kilomètres de large (du nord au sud). Sa superficie est de 1320 hectares.

## Évolution démographique
- Source: DGS, 1831 à 1970=recensements population, 1976= habitants au 31 décembre

## Histoire

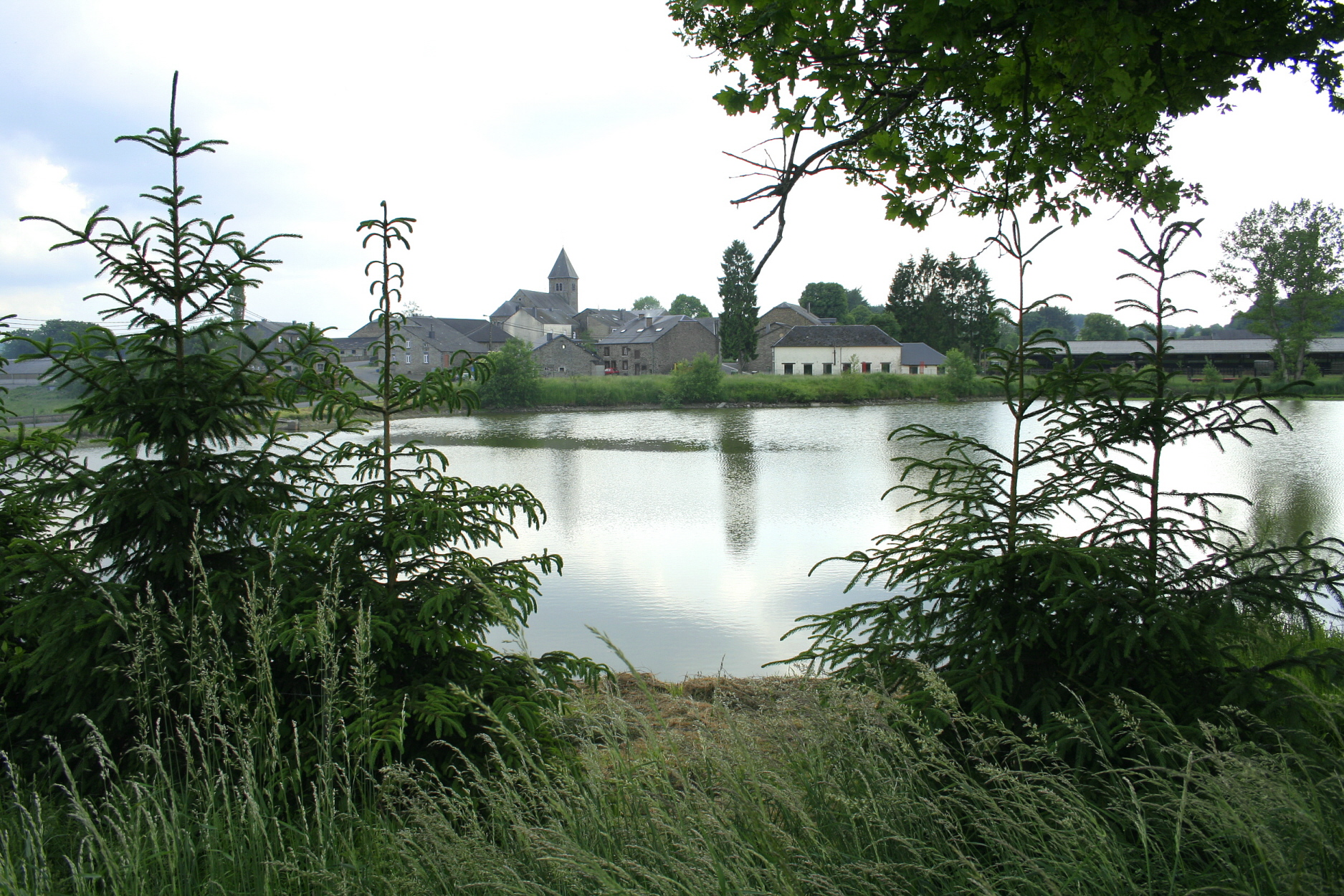
Le village et son étang.

L'église de Naomé fut construite en 1905-1906 et a remplacé une église fort ancienne. Elle est de style néo-roman et contient diverses pierres tombales armoriées des anciens seigneurs de l'endroit.
Sous les rois mérovingiens, Naomé appartient aux maires du palais de Carloman et Pépin le Bref. Au VIIIe siècle, Naomé appartient au fisc de Paliseul. En 815, le village appartient à l'abbaye de Saint-Hubert. À noter que ce village est aussi cité dans la charte d'Albéric. Plus tard elle devint fief de la seigneurie de Bohan, et possède la basse, moyenne et haute justice. En 1290, Naomé appartient au duc de Bouillon.
Philippe Godefroid, vicomte de Lardenoy de Ville, député de l'état noble de Luxembourg, fut l'avant dernier seigneur de Naomé, il est né le 21 avril 1752. En 1789, Naomé appartenait à la Prévoté d'Orchimont, partie du Duché de Luxembourg, qui relevait de l'Autriche. Dans la guerre opposant la France à l'Autriche qui commença le 20 avril 1792, il y eut un détachement de troupe française fort de 1200 hommes dont 300 gardes nationaux de Sedan, qui vint prendre position au « camp des campagnards » entre Bellevaux et Noirefontaine et rançonna toute la région. Ils ne se bornèrent pas qu'au pillage, ils tuèrent et incendièrent. Le soir du 17 août 1793, des forcenés entourent le village de Naomé et son château pour surprendre le comte de Lardenoy de Ville. Le château est pris, incendié, et détruit de fond en comble. Le vicomte tente de s'enfuir, se cache dans les hautes herbes de l'étang situé en dessous du village, mais il fut trouvé, tué et criblé de près de trente balles. Son frère, Adrien Joseph Charles Antoine Lardenoy de Ville, né le 17/07/1793, sera en fait le dernier seigneur de Naomé, quand il y décède le 14/08/1793, âgé de quarante ans et un mois.
Naomé fut érigée comme commune on ne sait exactement quand, mais les derniers documents la mentionnant datent de 1832.
En 1944, quatre jeunes gens de Naomé, Jean Denoncin et deux de ses frères Maurice, Henri, et Marcel Bourguignon s'engagèrent comme volontaires maquisards dans les troupes de l'armée secrète. Ils furent tués au combat de Graide, le 1er septembre 1944. Naomé possède des monuments-souvenirs en mémoire des victimes des deux guerres.
Naomé était une commune à part entière jusqu'à la fusion des communes de 1977.